# Neuse River
Der Neuse River ist ein Fluss, der im Piedmont des Bundesstaates North Carolina in den Vereinigten Staaten von Amerika entspringt und südlich von New Bern in den Pamlico Sound mündet. Seine Länge beträgt etwa 440 Kilometer, das Einzugsgebiet umfasst 14 582 Quadratkilometer und liegt vollständig innerhalb der Staatsgrenzen.
Neuse River entsteht durch den Zusammenfluss des Flat River und des Eno River, bevor er den Stausee Falls Lake im nördlichen Wake County durchfließt. Die Fall Line des Piedmont mit seinen Untiefen liegt unterhalb der Wasseroberfläche des Falls Lake. Der Neuse River steht auf der Liste der bedrohten Flüsse Amerikas an achter Stelle.

## Geographie
Als typischer Fluss der Küstenebene von North Carolina fließt der Neuse River auf dem Weg zur Mündung durch ein Becken unterbrochener sumpfiger Flussniederungen. Die einzige Ausnahme sind die Cliffs of Neuse in der Nähe der Ortschaft Goldsboro, hier schneidet der Fluss eine 30 Meter schmale Schlucht durch Uferklippen aus Kalk- und Sandstein. Hier liegt auch der Cliffs of the Neuse State Park. Der Fluss unterliegt extremen Schwankungen in der Abflussmenge, einerseits tritt er in Feuchtperioden oft über die Ufer, andererseits schrumpft er in Trockenperioden auf die Größe eines Bachs, den man zu Fuß durchschreiten kann.
Der Neuse River fließt durch Anteile von sieben Countys, größere Städte und Orte in der Nähe des Flusses sind Durham, Neuse Township, die Hauptstadt des Staates Raleigh, Smithfield, Goldsboro, Kinston und New Bern.
Einer der wichtigsten Zuflüsse ist der Crabtree Creek in Wake County.

## Geschichte
Die Ufer des Neuse River werden schon sehr lange besiedelt, viele Artefakte aus der Geschichte der Indianer Nordamerikas und ihrer Besiedelung der Ufer wurden am Neuse River gefunden. 1865 wurde eines der ersten gepanzerten Kriegsschiffe, die von der konföderierten Marine gebaut wurden, die Neuse Ram, von Unionssoldaten aufgebracht, in Brand gesetzt und im Neuse River versenkt. Das Wrack wurde bei historischem Tiefstwasser entdeckt, 1963 gehoben und neben dem Fluss am Governor Caswell Memorial in Kinston aufgebaut.

## Wasserqualität
Der Fluss verursacht, aufgrund Abwassereinleitung aus Städten und Landwirtschaft, Sturmfolgen und anderer umweltverschmutzender Ursachen, immer wieder ökologische und gesundheitliche Probleme. Nach den beiden Hurrikans Fran und Floyd in den 1990ern war die Belastung extrem hoch.
Die Alge Pfiesteria piscicida ist im Fluss verbreitet und ihre Population hängt von dem Nährstoffgehalt des Wassers ab. Diese Alge wird mit dem Fischsterben und mit negativen gesundheitlichen Auswirkungen auf den Menschen in Verbindung gebracht.